# 東京ポッド許可局
『東京ポッド許可局』（とうきょうポッドきょかきょく）は、2013年4月6日早朝（5日深夜）からTBSラジオで放送されているラジオの深夜番組である。2013年3月までオリジナルのポッドキャスト番組として配信していた。

## 概要
エンターテイメント (entertainment) とインタレスト (interest) を両立させた刺激的な内容を「屁理屈」たっぷりに話すトーク形式の番組 である。ポッドキャスト形式で配信した「東京ポット許可局」の地上波版で、「エッジの利いたディープな会話や時評」をパワーアップして、コアなリスナーだけでなく新しいリスナーを発掘する「中身も展開も『攻めるラジオ』」を目指す。

### プロフィール
2008年に「屁理屈をエンターテイメントに!」を目標として、毎週更新するポッドキャスト番組の自主制作を始め、2011年に2000人を収容する日比谷公会堂を満席にして、ポッドキャスト登録者数が30万人を超えた。
2012年のクリスマスイブにイベントを催して、草月ホールに500人を集めた。2013年にTBSラジオでレギュラー番組が開始した。
番組内でマキタスポーツが提案した“10分どん兵衛”が衆目を集め、製造元の日清食品も洒落で「お詫び文」やマキタスポーツとの対談などをサイトに掲載し、2016年2月に当番組初のスポンサーとして提供した。
2016年6月末でTBSラジオがポッドキャストのTBS RADIO podcasting954を終了し、当番組は後継の「TBSラジオCLOUD」と並行して、7月以降に番組独自でポッドキャスト配信を始める。
2017年4月より番組初のレギュラースポンサーとしてレナウンが提供を始め、7月にオンライン書店のhontoもレギュラースポンサーとなり、毎週3人または局員が推薦する本を紹介するコーナー「推薦図書論」が開始された。
2018年11月19日、同年12月31日に放送されるTBSラジオの年越し特番を、この番組が担当することが発表された（2018年12月31日23:00 - 2019年1月1日1:00）。放送当日は番組初となる生放送で実施された。なお、ネット局には放送せず、従来の時間帯で「忘れ得ぬ人々」の総集編スペシャルを裏送り編成した（TBSラジオが特別編成で休止した前週の12月25日も同様）。後に、2019年2月24日・3月3日未明の番組『ラジオアーカイブ』にて、TBSラジオ及び通常番組非ネット局にも放送されている。
2019年7月9日（8日深夜）、長らく番組アナウンスを担当してきた秋沢淳子が、2019年7月1日付のTBSテレビの部署異動により担当を外れ、この日より長岡杏子に交代したことが番組内「局報」にて発表された。そのため、一部のアナウンスが被るサウンドステッカーでは音の変化があった。
2021年7月18日（17日深夜）の「局報」にて、長岡杏子が異動によりアナウンス職を離れ、担当が山本恵里伽に交代したことが告知された。
2022年5月1日（4月30日深夜）放送分より、ラジオクラウドと番組単独のポッドキャスト向けの配信がリニューアルされ、配信内容が両メディアで同等となる。10月より3ヶ月間、おかしのまちおかが番組スポンサーになる（翌2023年4月から再びスポンサーに）。

## 放送時間
- 土曜 4:00 - 5:00（金曜深夜）（2013年4月6日 - 2015年3月28日）
- 日曜 3:00 - 4:00（土曜深夜）（2015年4月5日 - 2016年9月25日）
- 火曜 0:00 - 1:00（月曜深夜）[8][9]（2016年9月27日 - 2021年3月23日）
- 日曜 2:00 - 3:00（土曜深夜）[10][11]（2021年4月4日 - 2025年3月30日）
- 日曜 1:00 - 2:00（土曜深夜）[12]（2025年4月6日 - ）

## パーソナリティ
東京ポッド許可局局員
- マキタスポーツ：山梨出身。食や音楽の話を得意とする。保守おじさん。
- プチ鹿島：長野出身。番組内ではPKと呼ばれることも多い。地上波進出時からはよく政治家モノマネを振られる。
- サンキュータツオ：（米粒写経） 東京出身。3人の中で最年少。投稿の紹介や論以外の時間での番組進行を担う。

## コーナー

### 継続中
- 思わずツイートしてしまいました

「女性はおしっこがどこから出ているのかわからないらしい」という情報を聞きつけたマキタ局員が驚いて、思わずツイートしてしまったことから始まったコーナー。
- 忘れ得ぬ人々

ふとしたとき、どうしているのかな？と気になってしまう、自分の中に爪跡を残している。でも、連絡をとったり会おうとは思わないそんな「忘れ得ぬ人」を送るコーナー。
- 自意識が邪魔をする

局員から自意識のせいでできないこと、できなかったことを、理由とともに自己申告してもらうコーナー。
- 25歳だった

リスナーから『25歳』の頃の出来事を振り返り、その時のエピソードを送ってもらうコーナー。

### 局報内のコーナー
- スピリチュアル・コーナー

リスナーから自身が体験したスピリチュアル＝「スピった」エピソードを募集するコーナー。タツオ局員が内容を読み上げた後に鹿島局員が「スピって」いたかどうかを判定する。判定の際、タツオ局員が「鹿島さん、これはスピってますか」と聞いた直後に鹿島局員が「スピってますね」と被せるのが恒例となっている。
- イントロ・ザ・ジャイアント

番組内で西城秀樹の「YOUNG MAN (Y.M.C.A.)」を流した際に「この曲の様に目が覚めるようなデカいイントロの曲が他にもあるんじゃないか」という話題になったことから生まれたコーナー。リスナーから「ちょっとした病気なら治りそう」なデカいイントロを持った曲を募集する。
- 心の中のモスバーガー

元・モスバーガー副店長のマキタ局員がモスバーガーについて熱く語ったところ、リスナー局員からモスバーガーエピソードが送られてきた事から生まれたコーナー。誰にでもある「心の中のモスバーガー」のエピソードを募集する。
- 年齢当てクイズ

マキタ局員が考案した「あの人、あのとき何歳だった？クイズ」をリスナーから募集するコーナー。
- イゾラジを追え

リスナーからそこでしか聴く事の出来ない「地方局の地域密着情報を放送する」ラジオの情報を募集するコーナー。

### 終了
- おかずJAPAN

3人がコロッケに関する話から、「最強のおかず」について考えたが、最終的におかず界を代表するイレブンを選ぶ展開になった。コーナーは、3人に考えてほしい様々なジャンルの日本代表、いわゆる「○○JAPAN」を募集する。
- 100点のプロフィール

キャバ嬢がプロフィールで好きな芸能人に志村けんと書くと好感度が増すという話から派生したもので、リスナーが一問一答形式で「100点の○○」の題に対する答えを送ってもらう。2014年10月11日の放送をもって終了。
- LET'S都々逸

「7・7・7・5」のリズムで、「恋愛」や「女の悲哀」を表現した都々逸を送るコーナー。マキ子・プチ子・タツ子の女性局員3人が紹介してくれる。
- 推薦図書論

レギュラースポンサーである「honto」とのコラボコーナー。毎週3人、またはリスナー局員が推薦する本を紹介する。推薦された本、レビューは番組終了時に「honto」の特設ページに掲載される。開始から一年後となる2018年6月26日放送分にて、三人の推薦図書をそれぞれ紹介し、終了した。
- そのままでいいの? / そのままでいいよ！

もっと良くできそうなのに、昔から変わらず進化が止まってしまっている「そのままでいいの?」というものや、逆に、工夫しすぎて良さがなくなってしまった、そのままでよかったのに...という「そのままでいいよ!」なものを送るコーナー。
- 尻石鹸

『石鹸に付着した髪の毛は尻に擦りつけると取れる』の様な、リスナーから許可局の三人に教えたい『暮らしの豆知識』を募集するコーナー。

## 番組進行
- ○○論[14]：冒頭のナレーションに続いて、挨拶なしで始まる局員3人のフリートーク。TBSラジオCLOUDに加え、ポッドキャストでも配信する。時折、放送に入りきらなかったロングバージョンを配信している。
- ここで一曲：局員3人が週替わりで選曲する。マキタはドラマ主題歌、タツオは演芸・アニメソングなど縛りを決めて選曲している時もある。
- コーナー：上記のコーナーから毎週1つを行う。TBSラジオCLOUDで配信。
- ここでもう一曲：リスナーからのリクエストを紹介する。
- 局報、エンディング。：「報連相」と呼ばれるリスナーからの投稿（いわゆるふつおた）紹介のほか、番組からの告知などを行う。2020年からはこの局報内でのみ行われるコーナーが発足され（上記参照）、毎週、一つのみ行われる。BGMはポッドキャスト時代からテーマ曲として使っている鉄道唱歌を番組用にアレンジしたものとなっている。

## ネット局

### 現在
| 放送対象地域 | 放送局      | 放送時間                      | 放送期間                  | 遅れ       | 脚注                 |
| ------------ | ----------- | ----------------------------- | ------------------------- | ---------- | -------------------- |
| 関東広域圏   | TBSラジオ   | 日曜 1:00 - 2:00 （土曜深夜） | 2013年4月6日（5日深夜） - | 制作局     | 制作局               |
| 沖縄県       | 琉球放送    | 日曜 1:00 - 2:00 （土曜深夜） | 2013年4月6日（5日深夜） - | 同時ネット |                      |
| 山梨県       | 山梨放送    | 日曜 10:00 - 11:00            | 2013年4月6日（5日深夜） - | 遅れネット | [ 15 ] [ 16 ]        |
| 長野県       | 信越放送    | 日曜 3:00 - 4:00 （土曜深夜） | 2013年4月6日（5日深夜） - | 遅れネット | [ 15 ] [ 17 ] [ 18 ] |
| 岩手県       | IBC岩手放送 | 土曜 20:30 - 21:30            | 2016年10月2日 -           | 遅れネット | [ 19 ] [ 20 ]        |
| 北海道       | 北海道放送  | 日曜 17:30 - 18:30            | 2017年10月8日 -           | 遅れネット | [ 21 ]               |

### 過去
特記がなければ、2013年4月6日（5日深夜） - 2015年3月28日（27日深夜）の期間にネット。
- 青森放送（2019年1月6日（5日深夜） - 2020年9月27日（26日深夜） 日曜 3:00 - 4:00（土曜深夜））[15]
- 東北放送（宮城県）（2019年10月4日 - 2020年3月27日 金曜 21:00 - 22:00）[22]
- 秋田放送（2013年4月6日（5日深夜） - 2016年9月25日（24日深夜））[15]
- ラジオ福島（2013年4月6日（5日深夜） - 2016年9月25日（24日深夜））[15]
- 山形放送（2018年4月3日 - 2019年9月28日 土曜 20:00 - 21:00 ）[23]
- 新潟放送（2013年4月6日（5日深夜） - 2021年9月26日（25日深夜））[15][24]
- 北日本放送（富山県）（2016年10月2日 - 2020年9月27日）[25]
- 北陸放送（石川県）（2013年4月6日（5日深夜） - 2021年3月24日）[15][26]
- 福井放送（2018年10月6日 - 2019年3月30日 土曜 18:00 - 19:00）[23][27]
- 静岡放送（2013年4月6日（5日深夜） - 2017年9月30日）[15][28]
- CBCラジオ（中京広域圏）（2016年10月2日 - 2018年4月1日（3月31日深夜））[23][29]
- 和歌山放送
- RSK山陽放送 （岡山県）(2013年4月6日（5日深夜） - 2019年3月31日）[15][30]
- 山陰放送（鳥取県・島根県）（2023年4月5日 - 2023年9月27日 水曜 21:00 - 22:00）[23][31]
- 中国放送（広島県）（2015年4月5日（4日深夜） - 2016年9月25日（24日深夜） 同時ネット）
- 山口放送
- 四国放送（徳島県）（2014年10月4日（3日深夜） - 2015年3月28日（27日深夜） 同時ネット）
- 西日本放送（香川県）
- 南海放送（愛媛県）（2019年10月20日 - 2020年3月29日 日曜 11:00 - 12:00）
- 高知放送（2021年10月3日 - 2022年3月20日 日曜 23:00 - 0:00）[32]
- RKB毎日放送(福岡県）（2015年10月4日（3日深夜） - 2022年9月24日）[23][33]
- 長崎放送（NBCラジオ佐賀）（2018年10月7日 - 2020年3月29日 日曜 21:00 - 22:00）[23]
- 熊本放送（2013年4月6日（5日深夜） - 2021年9月26日）[15][34]
- 大分放送（2016年4月2日 -　2021年3月22日）[23][35]
- 南日本放送（鹿児島県）

## 放送内容

### ポッドキャスト時代
| 回       | 論                                               | 放送日         |
| 2008年   |                                                  |                |
| -------- | ------------------------------------------------ | -------------- |
| 第1回    | 完璧すぎる=おもしろい "ドラリオン"論             | 2008年02月03日 |
| 第2回    | すべらない話論                                   | 2008年02月10日 |
| 第3回    | 矢沢永吉:ビートたけし=長渕剛：片岡鶴太郎         | 2008年02月17日 |
| 第4回    | 半信半疑ギョーザ論                               | 2008年02月24日 |
| 第5回    | "日本"論                                         | 2008年03月02日 |
| 第6回    | 煙草論                                           | 2008年03月09日 |
| 第7回    | グダグダとモノマネ論                             | 2008年03月16日 |
| 第8回    | 覗き見=色っぽさ=リアリティー論                   | 2008年03月23日 |
| 第9回    | 潮吹き論                                         | 2008年03月30日 |
| 第10回   | おすそわけガム論                                 | 2008年04月06日 |
| 第11回   | 松井=おもし論                                    |                |
| 第12回   | 街論                                             |                |
| 第13回   | 真っ赤なスポーツカー論                           |                |
| 第14回   | スネ夫論                                         |                |
| 第15回   | 女優論                                           |                |
| 第16回   | おしりおっぱい論                                 |                |
| 第17回   | オカマ論                                         |                |
| 第18回   | 品論                                             |                |
| 第19回   | こども論                                         |                |
| 第20回   | おつりスッキリ論                                 |                |
| 第21回   | 葬式論                                           |                |
| 第22回   | ピン芸人論                                       |                |
| 第23回   | 小朝論                                           |                |
| 第24回   | リーダー論                                       |                |
| 第25回   | 自慢論                                           |                |
| 第26回   | 宮崎駿論                                         |                |
| 第27回   | うまいも論                                       |                |
| 第28回   | クルーザー論                                     |                |
| 第29回   | クルーザー論 その後                              |                |
| 第30回   | オナニー論                                       |                |
| 第31回   | タモリ=ジーパン論                                |                |
| 第32回   | 萌え論                                           |                |
| 第33回   | 怒り論                                           |                |
| 第34回   | ビートたけしベンチャー論                         |                |
| 第35回   | 額縁論                                           |                |
| 第36回   | ヤンキー対オタク! 仁義なき 相撲論                |                |
| 第37回   | コーヒーのふた論                                 |                |
| 第38回   | 小朝論 その後                                    |                |
| 第39回   | 黄金律論                                         |                |
| 第40回   | シズル感論                                       |                |
| 緊急特番 | 泰葉論 小朝論完結編                              |                |
| 第41回   | 小室＝ハードコア んき論                          |                |
| 第42回   | 忘れ得ぬ人々論                                   |                |
| 第43回   | なるほどパソコン論                               |                |
| 第44回   | 女子高生論                                       |                |
| 第45回   | ラーメン論                                       |                |
| 第46回   | なるほど口説き方論                               |                |
| 第47回   | 演劇論                                           |                |
| 第48回   | 妄想論                                           |                |
| 第49回   | 手数論                                           |                |
| 第50回   | 排泄映画論                                       |                |
| 緊急特番 | M-1グランプリ居酒屋2008                          |                |
| 第51回   | キャベツ論                                       |                |
| 2009年   |                                                  |                |
| 第52回   | ギャンブル論                                     |                |
| 第53回   | イベント 過ごし方論                              |                |
| 第54回   | おでん論                                         |                |
| 第55回   | 立川談志論                                       |                |
| 第56回   | 痛イイ話論                                       |                |
| 第57回   | 二枚目論                                         |                |
| 第58回   | 朝青龍=日本経済論                                |                |
| 第59回   | なるほど地下鉄論                                 |                |
| 第60回   | ベストヒット汁論                                 |                |
| 第61回   | R-1ぐらんぷり論                                  |                |
| 第62回   | ピン芸人=素数論                                  |                |
| 第63回   | 女性の気になる行動論                             |                |
| 第64回   | 猫論                                             |                |
| 第65回   | 富士山＝ベタ論                                   |                |
| 第66回   | 幸福論                                           |                |
| 第67回   | 見世物論                                         |                |
| 第68回   | 死んだら泣いちゃう有名人論                       |                |
| 第69回   | シンボル＝藤原紀香論                             |                |
| 第70回   | イチロー論                                       |                |
| 第71回   | 酔っぱらい論                                     |                |
| 第72回   | コンビニ論                                       |                |
| 第73回   | 現代文入試問題必勝法                             |                |
| 第74回   | 新興俳句・邪馬台国論                             |                |
| 第75回   | 日本人とエロ技論（フェラチオ・イノベーション）   |                |
| 緊急特番 | 松本人志・結婚論                                 |                |
| 第76回   | 言葉と脳論                                       |                |
| 第77回   | 0点音楽論                                        |                |
| 第78回   | サザンオールスターズ論                           |                |
| 第79回   | アウェー論                                       |                |
| 第80回   | 呆然とした話                                     |                |
| 第81回   | さくらももこ論                                   |                |
| 第82回   | 悪性エンターテイメント論                         |                |
| 第83回   | 人 見分け方論                                    |                |
| 第84回   | つまらない話論                                   |                |
| 第85回   | 24時間TV論                                       |                |
| 第86回   | 果物ベストテン                                   |                |
| 第87回   | BL論                                             |                |
| 第88回   | クスリがどれだけ気持ちいいかを考える論           |                |
| 第89回   | 山城新伍論                                       |                |
| 第90回   | 選挙論                                           |                |
| 第91回   | 歌論                                             |                |
| 第92回   | ダイエット論                                     |                |
| 第93回   | 方言論                                           |                |
| 第94回   | 人に言いにくい気持ちのいいこと論                 |                |
| 第95回   | 数学論                                           |                |
| 第96回   | 芸人's芸人論                                     |                |
| 第97回   | お笑いに興味が無い人論                           |                |
| 第98回   | 流行言葉・廃れ言葉論                             |                |
| 第99回   | むかつくけどおもしろい論                         |                |
| 第100回  | あの人に抱かれたい論                             |                |
| 第101回  | しんぼる論                                       |                |
| 第102回  | EXILE論                                          |                |
| 第103回  | 事業仕分けエンタメ性論                           |                |
| 第104回  | 市橋論                                           |                |
| 第105回  | 役に立つ笑い・役に立たない笑い論                 |                |
| 第106回  | 不思議な感覚論                                   |                |
| 緊急特番 | M-1グランプリみどころ喫茶店2009                  |                |
| 第107回  | 政治利用論                                       |                |
| 緊急特番 | M-1グランプリ居酒屋2009                          |                |
| 第108回  | 自分がもしタイガーウッズだったら論               |                |
| 2010年   |                                                  |                |
| 第109回  | わかりやすさ論                                   |                |
| 第110回  | 視聴者論                                         |                |
| 第111回  | コスプレ論                                       |                |
| 第112回  | ブログ論                                         |                |
| 第113回  | 朝青龍論                                         |                |
| 第114回  | 立川志ら乃と『談志最後落語論』論 前編            |                |
| 第115回  | 立川志ら乃と『談志最後落語論』論 後編            |                |
| 第116回  | Twitter論                                        |                |
| 第117回  | 日本代表論                                       |                |
| 第118回  | お菓子ベストテン論                               |                |
| 第119回  | お菓子論                                         |                |
| 第120回  | 好き「程度」論                                   |                |
| 第121回  | ゲーテごっこ論                                   |                |
| 第122回  | まずい店見分け方論                               |                |
| 第123回  | 歯磨き論                                         |                |
| 第124回  | 美人論                                           |                |
| 第125回  | 母国論                                           |                |
| 第126回  | お兄ちゃん論 おちんちん論                        |                |
| 第127回  | 女優と結婚できるか論                             |                |
| 第128回  | 降りてくる論                                     |                |
| 第129回  | 公立と私立論                                     |                |
| 第130回  | お酒を飲みたくなる時論                           |                |
| 第131回  | 名古屋論                                         |                |
| 第132回  | しゃくれ出っ歯論                                 |                |
| 第133回  | 料理注文論                                       |                |
| 第134回  | 後ろ姿論                                         |                |
| 第135回  | パンチラ論                                       |                |
| 第136回  | アウトレイジ論                                   |                |
| 第137回  | 相撲アウトレイジ論                               |                |
| 第138回  | 先輩と後輩論                                     |                |
| 第139回  | 恋論                                             |                |
| 第140回  | どんな名前がよかったか                           |                |
| 第141回  | もしお笑い事務所社長だったら論                   |                |
| 第142回  | マツコ・デラックス=ボブ・サップ論                |                |
| 第143回  | 落合論                                           |                |
| 第144回  | ポケット論                                       |                |
| 第145回  | もし女優事務所社長だったら論                     |                |
| 第146回  | 比喩論                                           |                |
| 第147回  | アイス実論                                       |                |
| 第148回  | キングオブコント2010論                           |                |
| 第149回  | 田代まさし論                                     |                |
| 第150回  | うるさい論                                       |                |
| 第151回  | 広末論                                           |                |
| 第152回  | 新垣結衣に読ませたい本論                         |                |
| 第153回  | 北の国から'10思い出論                            |                |
| 第154回  | お笑い批評論 前編                                |                |
| 第154回  | お笑い批評論 後編                                |                |
| 第155回  | レタス論                                         |                |
| 第156回  | 出産シーン論                                     |                |
| 第157回  | 打ち上げ論                                       |                |
| 第158回  | 池上彰論                                         |                |
| 第159回  | 風邪論                                           |                |
| 第160回  | おしゃべり論                                     |                |
| 緊急特番 | M-1グランプリみどころ喫茶店2010                  |                |
| 緊急特番 | M-1グランプリ終わり論                            |                |
| 緊急特番 | M-1グランプリ居酒屋2010                          |                |
| 2011年   |                                                  |                |
| 第161回  | F-1グランプリ論                                  |                |
| 第162回  | 年末年始論                                       |                |
| 第163回  | 2010年おすすめ映画論                             |                |
| 第164回  | ○○芸人を勝手に考える論                           |                |
| 第165回  | 女子会論                                         |                |
| 第166回  | 牛丼論                                           |                |
| 第167回  | 八百長論                                         |                |
| 第168回  | CDで伝わらない音楽論                             |                |
| 第169回  | ずっと見ていたいも論                             |                |
| 第170回  | このプロレスがすごいベスト3論                    |                |
| 緊急特番 | 2011年3月12日（いま、許可局にできること）        | 2011年3月12日  |
| 緊急特番 | 2011年3月17日                                    | 2011年3月17日  |
| 第171回  | 好きすぎる論                                     |                |
| 第172回  | 初デート論                                       |                |
| 第173回  | 金八論                                           |                |
| 第174回  | 空腹最大グルメ理論                               |                |
| 第175回  | 世界ナベアツ論                                   |                |
| 第176回  | 新聞論                                           |                |
| 第177回  | 子供の頃見てトラウマになっているもの論           |                |
| 第178回  | ヤンキー論                                       |                |
| 第179回  | 学者論                                           |                |
| 第180回  | 大好きなファーストフード論                       |                |
| 緊急特番 | ラジオ論                                         |                |
| 第181回  | ご冥福論                                         |                |
| 第182回  | THE MANZAI 2011みどころ喫茶店                    |                |
| 第183回  | 棒論                                             |                |
| 第184回  | この志ん朝がヤバい!傑作三席論                    |                |
| 第185回  | さや侍論                                         |                |
| 第186回  | 遠心力論                                         |                |
| 第187回  | 子供のころ憧れた論                               |                |
| 第188回  | 湯たんぽ論                                       |                |
| 第189回  | 好きなファミレス論                               |                |
| 第190回  | 一人称論                                         |                |
| 第191回  | 最終回論                                         |                |
| 第192回  | ご利用感謝論                                     |                |
| 第193回  | 東京ポッド許可局 2008-2011総集編                 |                |
| 第194回  | 日比谷公会堂に2000人集めたい論                   |                |
| 第195回  | じゃがいも論                                     |                |
| 第196回  | つけちゃうぞ論                                   |                |
| 第197回  | 単独ライブ論                                     |                |
| 第198回  | キングオブコント2011論                           |                |
| 第199回  | 噛む論                                           |                |
| 第200回  | モテキ論                                         |                |
| 第201回  | 歳の差婚論                                       |                |
| 第202回  | ドラフト・エンタメ論                             |                |
| 第203回  | 芦田愛菜論                                       |                |
| 第204回  | 健康論                                           |                |
| 緊急特番 | 号外 談志論                                      |                |
| 第205回  | このNBAがすごい論                                |                |
| 第206回  | つけめん論                                       |                |
| 第207回  | 女友達論                                         |                |
| 緊急特番 | THE MANZAI 2011居酒屋                            |                |
| 第208回  | 今年見た、なにかベスト3論                        |                |
| 2012年   |                                                  |                |
| 第209回  | 不毛な話論ーどんな家に住みたいか                 |                |
| 第210回  | 引退論                                           |                |
| 第211回  | 買いもの論                                       |                |
| 第212回  | 本論                                             |                |
| 第213回  | 一ヶ月食材ベスト10論                             |                |
| 第214回  | 上杉隆味わいかた論                               |                |
| 第215回  | すらしいだ論                                     |                |
| 第216回  | オールナイトニッポン論                           |                |
| 第217回  | 動物園でなにをみるか論                           |                |
| 第218回  | オセロ中島論                                     |                |
| 第219回  | ラジオ体操論                                     |                |
| 第220回  | オールナイトニッポンオーディション予想おじさん論 |                |
| 第221回  | 前田敦子論                                       |                |
| 第222回  | 前田敦子その後論                                 |                |
| 第223回  | R-1ぐらんぷり2012論                              |                |
| 第224回  | 死に際論                                         |                |
| 第225回  | おにぎり論                                       |                |
| 第226回  | 猫ひろしカンボジア人論                           |                |
| 第227回  | 歌姫論                                           |                |
| 第228回  | 好きな未知生物論                                 |                |
| 第229回  | 競馬を好きになりたい論                           |                |
| 第230回  | 甕（かめ）論                                     |                |
| 第231回  | あらためて好きになった食べ物論                   |                |
| 第232回  | サニー 永遠の仲間たち論                          |                |
| 第233回  | アフター論                                       |                |
| 第234回  | 読み比べ論                                       |                |
| 第235回  | 地方の過ごし方論                                 |                |
| 第236回  | ソーシャルトイレ論                               |                |
| 第237回  | 暗記論                                           |                |
| 第238回  | オススメ読書論                                   |                |
| 第239回  | 苦役列車論                                       |                |
| 第240回  | ヘルタースケルター論                             |                |
| 第241回  | オリンピック論                                   |                |
| 第242回  | 壊れかけたRadio論                                |                |
| 第243回  | オオカミに会ってきた論                           |                |
| 第244回  | エリア51論                                       |                |
| 第245回  | 寿限無論                                         |                |
| 第246回  | カーテンコール論                                 |                |
| 第247回  | 絶倫論                                           |                |
| 第248回  | うまい芸人論                                     |                |
| 第249回  | 観光大使論                                       |                |
| 第250回  | 器論                                             |                |
| 第251回  | さんま論                                         |                |
| 第252回  | カレートッピング論                               |                |
| 第253回  | コロッケ論                                       |                |
| 第254回  | 料理楽譜論                                       |                |
| 第255回  | サブカル考える論                                 |                |
| 第256回  | 好きな匂い論                                     |                |
| 第257回  | おかずJAPANルール発表論                          |                |
| 第258回  | 100点のプロフィール                              |                |
| 第259回  | 子どもに接する論                                 |                |
| 第260回  | 正義のヒーローとザコキャラ論                     |                |
| 第261回  | 発表!おかずJAPAN2012論                           |                |
| 2013年   |                                                  |                |
| 第262回  | もし女子だったらしたい髪型論                     |                |
| 第263回  | 温度差論                                         |                |
| 第264回  | 蟹論                                             |                |
| 第265回  | ダイオウイカ論                                   |                |
| 第266回  | 日本語カワイイ論                                 |                |
| 第267回  | 知らない論                                       |                |
| 第268回  | サザエさんで誰が好きか論                         |                |
| 第269回  | 100点お礼論                                      |                |
| 第270回  | ブルーリ論                                       |                |
| 第271回  | 越谷論                                           |                |
| 第272回  | ナンダコレ体験論                                 |                |
| 第273回  | 東京ポッド許可局論                               |                |

### TBSラジオ時代
| 回      | 論                                                               | 放送日         |
| 2013年  | ^▼                                                               |                |
| ------- | ---------------------------------------------------------------- | -------------- |
| 第1回   | 4月嫌い論                                                        | 2013年04月07日 |
| 第2回   | お笑いセンチメンタル論                                           | 2013年04月13日 |
| 第3回   | 有吉横綱論                                                       | 2013年04月20日 |
| 第4回   | 壇密論                                                           | 2013年04月27日 |
| 第5回   | 湯たんぽ＝TENGA論                                                | 2013年05月04日 |
| 第6回   | あまちゃん論                                                     | 2013年05月11日 |
| 第7回   | 美保純論                                                         | 2013年05月18日 |
| 第8回   | 激おこぷんぷん丸論                                               | 2013年05月25日 |
| 第9回   | オカルト論                                                       | 2013年06月01日 |
| 第10回  | きゅうりがウマい論                                               | 2013年06月08日 |
| 第11回  | クルーザー論2013                                                 | 2013年06月15日 |
| 第12回  | あまちゃん論その後                                               | 2013年06月22日 |
| 第13回  | 上京論                                                           | 2013年06月29日 |
| 第14回  | キャスティング論                                                 | 2013年07月06日 |
| 第15回  | 時間泥棒論                                                       | 2013年07月13日 |
| 第16回  | 美保純と美保純論                                                 | 2013年07月20日 |
| 第17回  | へびつかい論                                                     | 2013年07月27日 |
| 第18回  | 友だち論                                                         | 2013年08月03日 |
| 第19回  | 声出す女論                                                       | 2013年08月10日 |
| 第20回  | 風立ちぬを見てきた論                                             | 2013年08月17日 |
| 第21回  | 女芸人論                                                         | 2013年08月24日 |
| 第22回  | アナウンサー論                                                   | 2013年08月31日 |
| 第23回  | 半沢直樹論                                                       | 2013年09月07日 |
| 第24回  | 忘れ得ぬ人々論2013                                               | 2013年09月14日 |
| 第25回  | ドドイツ面白い論                                                 | 2013年09月21日 |
| 第26回  | こんバカ論                                                       | 2013年09月28日 |
| 第27回  | 最後あまちゃん論                                                 | 2013年10月05日 |
| 第28回  | 面倒くさい論                                                     | 2013年10月12日 |
| 第29回  | 志村けん次世代パートナー論                                       | 2013年10月19日 |
| 第30回  | 映画館に映画を観に行かない人にどうやって観に行こうと思わせるか論 | 2013年10月26日 |
| 第31回  | 思い出『笑っていいとも！』論                                     | 2013年11月02日 |
| 第32回  | 忘れ得ぬ店論                                                     | 2013年11月09日 |
| 第33回  | お笑いコンテスト論                                               | 2013年11月16日 |
| 第34回  | 今年、あっという間論                                             | 2013年11月23日 |
| 第35回  | ごちそうさん論・ルパンvsコナン論                                 | 2013年11月30日 |
| 第36回  | 語り部論                                                         | 2013年12月07日 |
| 第37回  | 辺境論                                                           | 2013年12月14日 |
| 第38回  | 丼論                                                             | 2013年12月21日 |
| 第39回  | ベーコン論                                                       | 2013年12月28日 |
| 2014年  | ▲^▼                                                              |                |
| 第40回  | DJわからない論                                                   | 2014年01月04日 |
| 第41回  | 身体性論                                                         | 2014年01月11日 |
| 第42回  | はじけすぎ！ポップコーン論                                       | 2014年01月18日 |
| 第43回  | オンリーワン論                                                   | 2014年01月25日 |
| 第44回  | "つまらない話" 論2014                                            | 2014年02月01日 |
| 第45回  | わかった気になる論                                               | 2014年02月08日 |
| 第46回  | 耳が聞こえてきた論                                               | 2014年02月15日 |
| 第47回  | 受験論                                                           | 2014年02月22日 |
| 第48回  | 性格悪い主人公論                                                 | 2014年03月01日 |
| 第49回  | 公言葉論                                                         | 2014年03月08日 |
| 第50回  | 髪を切ってきた論                                                 | 2014年03月15日 |
| 第51回  | ファン論                                                         | 2014年03月22日 |
| 第52回  | 応援論                                                           | 2014年03月29日 |
| 第53回  | すごいもの論                                                     | 2014年04月05日 |
| 第54回  | 笑っていいとも!グランドフィナーレ論                              | 2014年04月12日 |
| 第55回  | オレたちのオンリーワン論                                         | 2014年04月19日 |
| 第56回  | やっぱり見た目 論                                                | 2014年04月26日 |
| 第57回  | わかりたくない論                                                 | 2014年05月03日 |
| 第58回  | 芸能人論                                                         | 2014年05月10日 |
| 第59回  | 秘境論                                                           | 2014年05月17日 |
| 第60回  | うなぎに5000円払えるか論                                         | 2014年05月24日 |
| 第61回  | 点と線 論                                                        | 2014年05月31日 |
| 第62回  | 梅ヶ谷、引き面、すごい論                                         | 2014年06月07日 |
| 第63回  | 肩書き論                                                         | 2014年06月14日 |
| 第64回  | ニワカ論                                                         | 2014年06月21日 |
| 第65回  | 今が最強 論                                                      | 2014年06月28日 |
| 第66回  | 松木安太郎化 論                                                  | 2014年07月05日 |
| 第67回  | 薬味論                                                           | 2014年07月12日 |
| 第68回  | オレたちのはとバス論                                             | 2014年07月19日 |
| 第69回  | 芸人、目が怖い論                                                 | 2014年07月26日 |
| 第70回  | 働く論                                                           |                |
| 第71回  | 上から目線 論                                                    |                |
| 第72回  | M-1復活論                                                        |                |
| 第73回  | 鮮烈デビュー論                                                   |                |
| 第74回  | "愛のない正論"論                                                 |                |
| 第75回  | "この登場がすごい"論2014                                         |                |
| 第76回  | ドラ泣き論                                                       |                |
| 第77回  | ゆるい論                                                         |                |
| 第78回  | もし女優事務所社長だったら論 2014                                |                |
| 第79回  | もし副業するなら何するか論                                       |                |
| 第80回  | りえママ論                                                       |                |
| 第81回  | 自作自演の限界論                                                 |                |
| 第82回  | 卵論                                                             |                |
| 第83回  | ジャンル横断論                                                   |                |
| 第84回  | 吉永小百合論                                                     |                |
| 第85回  | 一番論                                                           |                |
| 第86回  | 相対化論                                                         |                |
| 第87回  | つなぎJAPAN論                                                    |                |
| 第88回  | 合コン論                                                         |                |
| 第89回  | すあま論                                                         |                |
| 第90回  | 大人論                                                           |                |
| 第91回  | 今夜決定！今年感じた何か論                                       |                |
| 2015年  | ▲^▼                                                              |                |
| 第92回  | あれば食うJAPAN論                                                |                |
| 第93回  | 2015お正月論                                                     |                |
| 第94回  | マスク論                                                         |                |
| 第95回  | 外圧論                                                           |                |
| 第96回  | 湯けむりJAPAN論                                                  |                |
| 第97回  | 匂い論                                                           |                |
| 第98回  | うまい論                                                         |                |
| 第99回  | ラッスンゴレライ論                                               |                |
| 第100回 | 推薦図書論                                                       |                |
| 第101回 | 気まぐれ時事放談                                                 | 2015年03月07日 |
| 第102回 | 100点の新幹線の過ごし方論                                        | 2015年03月14日 |
| 第103回 | あの日論 ?3月20日編?                                             | 2015年03月21日 |
| 第104回 | タコ壺論                                                         | 2015年03月28日 |
| 第105回 | カレーの作り方 論                                                |                |
| 第106回 | ら入り言葉論                                                     |                |
| 第107回 | 「ちょっと待て！そのプロ意識、大丈夫?」論                        | 2015年04月18日 |
| 第108回 | インスパイア論                                                   | 2015年04月25日 |
| 第109回 | セッション論                                                     | 2015年05月02日 |
| 第110回 | アメブロ論                                                       | 2015年05月09日 |
| 第111回 | ゲン担ぎ論                                                       |                |
| 第112回 | アルバイト論                                                     |                |
| 第113回 | スケボー論                                                       |                |
| 第114回 | 死を受け止める側 論                                              |                |
| 第115回 | 梅雨入り時事放談                                                 |                |
| 第116回 | サンキュータツオの結婚式を考える論                               |                |
| 第117回 | 海街diary論                                                      |                |
| 第118回 | 星の王子さま論（ほしゅのおじさま論）                             |                |
| 第119回 | カリーがすごい!論                                                |                |
| 第120回 | 影響を受けた3人論                                                |                |
| 第121回 | 又吉芥川賞論                                                     |                |
| 第122回 | すべらない話論 2015                                              |                |
| 第123回 | 表紙論                                                           |                |
| 第124回 | アイスが一番うまい論                                             | 2015年08月15日 |
| 第125回 | 清宮論                                                           | 2015年08月22日 |
| 第126回 | Wi-Fiとびすぎ論                                                  | 2015年08月29日 |
| 第127回 | 山本耕史論                                                       |                |
| 第128回 | 聴取率を考えてみた論                                             |                |
| 第129回 | 松茸時事放談                                                     |                |
| 第130回 | 風邪引いてみるもんだ論                                           |                |
| 第131回 | ラグビー論                                                       |                |
| 第132回 | 締め切りバイキング論                                             |                |
| 第133回 | 「実感ですよ」論                                                 |                |
| 第134回 | なりたい人論                                                     |                |
| 第135回 | アンチ論                                                         |                |
| 第136回 | カロリーオフ論                                                   |                |
| 第137回 | スポーツ中継論                                                   |                |
| 第138回 | 新感覚 論                                                        |                |
| 第139回 | 力道山化する日本論                                               |                |
| 第140回 | オレ紅白論                                                       |                |
| 第141回 | 歌会論                                                           |                |
| 第142回 | 歳末時事放談                                                     |                |
| 第143回 | 未解決論                                                         |                |
| 2016年  | ▲^▼                                                              |                |
| 第144回 | サボる論                                                         |                |
| 第145回 | 芝浜論                                                           |                |
| 第146回 | AV男優論                                                         |                |
| 第147回 | 雪かき時事放談                                                   |                |
| 第148回 | 作家と顔 論                                                      |                |
| 第149回 | 紙 重さ論                                                        |                |
| 第150回 | 服 なし論                                                        |                |
| 第151回 | もうひとつのベッキー論                                           |                |
| 第152回 | TBSラジオ・フリーメイソン論                                      |                |
| 第153回 | 大予言 論                                                        |                |
| 第154回 | 立ち会った論                                                     |                |
| 第155回 | トイレですれ違ったときにどんな顔をすればいいのか論               |                |
| 第156回 | 観客論                                                           |                |
| 第157回 | 清原バック・トゥ・ザ・フューチャー論                             |                |
| 第158回 | オリエンタルラジオ論                                             |                |
| 第159回 | 忘れ得ぬ芸人論                                                   |                |
| 第160回 | 呼び方論                                                         | [ 36 ]         |
| 第161回 | 不謹慎ゾンビ論                                                   |                |
| 第162回 | 図にのるサービス論                                               |                |
| 第163回 | 笑点キャスティング論                                             |                |
| 第164回 | 最近わかった論                                                   |                |
| 第165回 | 笑点、もういっちょ論                                             |                |
| 第166回 | 葉っぱJAPAN論                                                    |                |
| 第167回 | 梅雨入り時事放談2016                                             |                |
| 第168回 | 想像の幅 論                                                      |                |
| 第169回 | FAKE論                                                           |                |
| 第170回 | 持ち込むな論                                                     |                |
| 第171回 | そうめん、わからない論                                           |                |
| 第172回 | 強いと強そう論                                                   |                |
| 第173回 | 最近みたテレビ論                                                 |                |
| 第174回 | 後悔論                                                           |                |
| 第175回 | オレたちの千代の富士論                                           |                |
| 第176回 | もったいない語 論                                                |                |
| 第177回 | まわり時事放談                                                   |                |
| 第178回 | ピザが高い論                                                     |                |
| 第179回 | イゾラド論                                                       |                |
| 第180回 | あの日論?9月11日編?                                              |                |
| 第181回 | 『君の名は』を観てきた論                                         |                |
| 第182回 | 美味いものは本当に美味い論                                       |                |
| 第183回 | 日本お笑いと風刺論                                               |                |
| 第184回 | とんかつ論                                                       |                |
| 第185回 | 舞茸時事放談                                                     |                |
| 第186回 | 虹を見た論                                                       |                |
| 第187回 | 休みがない論                                                     |                |
| 第188回 | うれしい論                                                       |                |
| 第189回 | 歌詞わからない論                                                 |                |
| 第190回 | 怒（おこ）れる論                                                 |                |
| 第191回 | 『この世界の片隅に』を観てきた論                                 |                |
| 第192回 | 広い意味で論                                                     |                |
| 第193回 | 今年感じた何か論                                                 |                |
| 第194回 | 2016 すし屋名前 論                                               |                |
| 第195回 | 信じちゃう論                                                     |                |
| 第196回 | ぱったり論                                                       |                |
| 2017年  | ▲^▼                                                              |                |
| 第197回 | 好き!ビジネスホテル論                                            | 2017年01月02日 |
| 第198回 | おそうじ論                                                       | 2017年01月09日 |
| 第199回 | おじさん だぶついてる論                                          | 2017年01月16日 |
| 第200回 | 『人生フルーツ』を観てきた論                                     | 2017年01月23日 |
| 第201回 | 再評価論                                                         | 2017年01月30日 |
| 第202回 | 演技わからない論                                                 | 2017年02月06日 |
| 第203回 | 推薦図書論2017                                                   | 2017年02月13日 |
| 第204回 | オイルサーディン論                                               | 2017年02月20日 |
| 第205回 | ディフェンス論                                                   | 2017年02月27日 |
| 第206回 | 名もなき感情論                                                   | 2017年03月06日 |
| 第207回 | パタンナー論                                                     | 2017年03月13日 |
| 第208回 | 愛とはなにか論                                                   | 2017年03月20日 |
| 第209回 | 告知論                                                           | 2017年03月27日 |
| 第210回 | お花見論                                                         | 2017年04月03日 |
| 第211回 | 懐中電灯論                                                       | 2017年04月10日 |
| 第212回 | チャーシューメン論                                               | 2017年04月17日 |
| 第213回 | 伊丹十三論                                                       | 2017年04月24日 |
| 第214回 | 助っ人外国人論                                                   | 2017年05月01日 |
| 第215回 | 無口論                                                           | 2017年05月08日 |
| 第216回 | イケメン多すぎ論                                                 | 2017年05月15日 |
| 第217回 | なりたい動物論                                                   | 2017年05月22日 |
| 第218回 | 北の国から'17 雑談                                               | 2017年05月29日 |
| 第219回 | ガンバレおじさん論                                               | 2017年06月05日 |
| 第220回 | カレーとカレー味論                                               | 2017年06月12日 |
| 第221回 | みるorなる論                                                     | 2017年06月19日 |
| 第222回 | なぜ応援するか論                                                 | 2017年06月26日 |
| 第223回 | このハゲ論                                                       | 2017年07月03日 |
| 第224回 | あればうれしい論                                                 | 2017年07月10日 |
| 第225回 | 男らしさ論                                                       | 2017年07月17日 |
| 第226回 | 寿司との付き合い方論                                             | 2017年07月24日 |
| 第227回 | オツな味わい論                                                   | 2017年07月31日 |
| 第228回 | 24時間テレビのマラソンランナー論                                 | 2017年08月07日 |
| 第229回 | 自由研究論                                                       | 2017年08月14日 |
| 第230回 | ひぐらし時事放談                                                 | 2017年08月21日 |
| 第231回 | たくあん論                                                       | 2017年08月28日 |
| 第232回 | タイムスリップ論                                                 | 2017年09月04日 |
| 第233回 | お さんおじさん論                                                | 2017年09月11日 |
| 第234回 | 片岡鶴太郎論                                                     | 2017年09月18日 |
| 第235回 | ビンタ論                                                         | 2017年09月25日 |
| 第236回 | 新しい地図論                                                     | 2017年10月02日 |
| 第237回 | 東大すごい論                                                     | 2017年10月09日 |
| 第238回 | 清宮幸太郎論                                                     | 2017年10月16日 |
| 第239回 | 女芸人すごい論                                                   | 2017年10月23日 |
| 第240回 | 身銭論                                                           | 2017年10月30日 |
| 第241回 | 冷めても美味い論                                                 | 2017年11月06日 |
| 第242回 | サザエさんのスポンサーどうする論                                 | 2017年11月13日 |
| 第243回 | この顔がすごい2017                                               | 2017年11月20日 |
| 第244回 | 雨の日なにするか論                                               | 2017年11月27日 |
| 第245回 | 一風変わった仕事論                                               | 2017年12月04日 |
| 第246回 | 新しい元号を考える論                                             | 2017年12月11日 |
| 第247回 | 今年感じた何か論2017                                             | 2017年12月18日 |
| 第248回 | 相撲の良いところを話そう論                                       | 2017年12月25日 |
| 2018年  | ▲^▼                                                              |                |
| 第249回 | （インスト祭りのため論なし）                                     | 2018年01月01日 |
| 第250回 | 違和感論                                                         | 2018年01月08日 |
| 第251回 | オヤジ論                                                         | 2018年01月15日 |
| 第252回 | 広辞苑、書いてきた論                                             | 2018年01月29日 |
| 第253回 | 好きな曜日論                                                     | 2018年01月29日 |
| 第254回 | 芸人いじわる論                                                   | 2018年02月05日 |
| 第255回 | オレ映画祭論                                                     | 2018年02月12日 |
| 第256回 | 行列論                                                           | 2018年02月19日 |
| 第257回 | 最近感じた何か論                                                 | 2018年02月26日 |
| 第258回 | キラキラ化論                                                     | 2018年03月05日 |
| 第259回 | 隣の未知論                                                       | 2018年03月12日 |
| 第260回 | 再読論 ?北の国から編?                                            | 2018年03月19日 |
| 第261回 | TV Bros.論                                                       | 2018年03月26日 |
| 第262回 | コーラ飲みたい論                                                 | 2018年04月02日 |
| 第263回 | 見たいものしか見たくない」論                                     | 2018年04月09日 |
| 第264回 | 大谷翔平の嫁を考える論2018                                       | 2018年04月18日 |
| 第265回 | ご報告論                                                         | 2018年04月23日 |
| 第266回 | 好きな三人組論                                                   | 2018年04月30日 |
| 第267回 | ダメ出し論                                                       | 2018年05月07日 |
| 第268回 | 納得納豆論                                                       | 2018年05月14日 |
| 第269回 | 一線こえちゃう論                                                 | 2018年05月21日 |
| 第270回 | 運 論                                                            | 2018年05月28日 |
| 第271回 | プチ自慢論                                                       | 2018年06月04日 |
| 第272回 | 禁止ツッコミワード論                                             | 2018年06月11日 |
| 第273回 | 遊び心論                                                         | 2018年06月18日 |
| 第274回 | もう平成を振り返る論                                             | 2018年06月25日 |
| 第275回 | お三人論                                                         | 2018年07月02日 |
| 第276回 | コンビニ便利論                                                   | 2018年07月09日 |
| 第277回 | パブリックビューイング論                                         | 2018年07月17日 |
| 第278回 | 暑い論                                                           | 2018年07月23日 |
| 第279回 | おじさんぶりっこ論                                               | 2018年07月31日 |
| 第280回 | セルジオ越後論                                                   | 2018年08月06日 |
| 第281回 | グリーストラップ論                                               | 2018年08月13日 |
| 第282回 | そうめんわかった論                                               | 2018年08月20日 |
| 第283回 | 家を買いたい論                                                   | 2018年08月27日 |
| 第284回 | あのときSNSがあったらどれだけ荒れたのか論                        | 2018年09月03日 |
| 第285回 | ダジャレ論                                                       | 2018年09月10日 |
| 第286回 | 負の感情論                                                       | 2018年09月17日 |
| 第287回 | 油断論                                                           | 2018年09月25日 |
| 第288回 | 今でも怒れる論                                                   | 2018年10月01日 |
| 第289回 | メンテナンス論                                                   | 2018年10月08日 |
| 第290回 | 今なら会いたい論                                                 | 2018年10月15日 |
| 第291回 | ウィークポイントの打開論                                         | 2018年10月22日 |
| 第292回 | この秋感じた何か論                                               | 2018年10月29日 |
| 第293回 | 性教育論                                                         | 2018年11月05日 |
| 第294回 | 焼肉イップス論                                                   | 2018年11月12日 |
| 第295回 | 評論論                                                           | 2018年11月19日 |
| 第296回 | ちょうどいい景品論                                               | 2018年11月26日 |
| 第297回 | 青田買い2019論                                                   | 2018年12月03日 |
| 第298回 | ボヘミアン・ラプソディ論                                         | 2018年12月10日 |
| 第299回 | ナイスコーヒー論                                                 | 2018年12月17日 |
| 特番    | 年越し特番                                                       | 2018年12月31日 |
| 2019年  | ▲^▼                                                              |                |
| 第300回 | ストロングゼロ論                                                 | 2019年01月07日 |
| 第301回 | 悪性のエンターテイメント論2019                                   | 2019年01月14日 |
| 第302回 | 応援団論                                                         | 2019年01月22日 |
| 第303回 | 10年前の自分に教えてあげたい論                                   | 2019年01月28日 |
| 第304回 | モノマネ強い論                                                   | 2019年02月04日 |
| 第305回 | 窓側・通路側論                                                   | 2019年02月11日 |
| 第306回 | 月額論                                                           | 2019年02月18日 |
| 第307回 | スープカレー論                                                   | 2019年02月25日 |
| 第308回 | イノベーション論                                                 | 2019年03月04日 |
| 第309回 | 解散ドッキリ論                                                   | 2019年03月11日 |
| 第310回 | チルアウト論                                                     | 2019年03月18日 |
| 第311回 | イチロー会見論                                                   | 2019年03月25日 |
| 第312回 | 住みたい街論                                                     | 2019年04月01日 |
| 第313回 | 元号どれがよかったか論                                           | 2019年04月08日 |
| 第314回 | 暫定カバン論                                                     | 2019年04月15日 |
| 第315回 | スキ・キライ・わかる論                                           | 2019年04月22日 |
| 第316回 | おかわりズルい論                                                 | 2019年04月29日 |
| 第317回 | 現象に名前をつける論                                             | 2019年05月06日 |
| 第318回 | オススメyoutuber論                                               | 2019年05月13日 |
| 第319回 | いまだったら入りたい部活・サークル論                             | 2019年05月20日 |
| 第320回 | 推薦図書論 2019初夏                                              | 2019年05月27日 |
| 第321回 | 下品論                                                           | 2019年06月03日 |
| 第322回 | 食引退論                                                         | 2019年06月10日 |
| 第323回 | 芸人自助論                                                       | 2019年06月17日 |
| 第324回 | 性質（たち）変えられない                                         | [ 40 ]         |
| 第325回 | 一風変わった仕事論2019                                           |                |
| 第326回 | ファンでいたい論                                                 |                |
| 第327回 | 折り紙おれない論                                                 |                |
| 第328回 | アップデート論                                                   |                |
| 第329回 | もしお笑い事務所の社長だったら論2019                             |                |
| 第330回 | 教えて八村塁論                                                   |                |
| 第331回 | 勇気をもらう論                                                   |                |
| 第332回 | 金髪論                                                           |                |
| 第333回 | 映画論                                                           |                |
| 第334回 | お笑い疲れ論                                                     | 2019年09月02日 |
| 第335回 | チュパカブラ論                                                   |                |
| 第336回 | 伏線回収論                                                       | 2019年09月16日 |
| 第337回 | 二作目論                                                         |                |
| 第338回 | ピリっとした論                                                   |                |
| 第339回 | 弟子入りするなら誰か論                                           |                |
| 第340回 | 尖った笑い論                                                     | 2019年10月14日 |
| 第341回 | 10連休50万論                                                     |                |
| 第342回 | ショーアップ論                                                   |                |
| 第343回 | ベストキムタクドラマ論                                           |                |
| 第344回 | 局長キャスティング論                                             |                |
| 第345回 | 「緊急 沢尻会」論                                                |                |
| 第346回 | グローカル論                                                     |                |
| 第347回 | 最強論                                                           |                |
| 第348回 | 今年が一番早い論                                                 |                |
| 第349回 | 共有論                                                           |                |
| 第350回 | M-1グランプリ2019論                                              |                |
| 2020年  | ▲^▼                                                              |                |
| 第351回 | これから読みたい本論                                             |                |
| 第352回 | 企画に助けられた論                                               |                |
| 第353回 | 新春時事放談2020                                                 |                |
| 第354回 | ホームセンター論                                                 |                |
| 第355回 | 東出論                                                           |                |
| 第356回 | パラサイト観てきた論                                             |                |
| 第357回 | 匂わせ論                                                         |                |
| 第358回 | ジェットコースター論                                             |                |
| 第359回 | このチェーン店がやっぱりすごい論                                 |                |
| 第360回 | ノムさん論                                                       |                |
| 第361回 | 無観客論                                                         |                |
| 第362回 | レッグウォーマー論                                               |                |
| 第363回 | 熱海すごい論                                                     |                |
| 第364回 | おでんドラフト論                                                 |                |
| 第365回 | この志村けんが好き論                                             |                |
| 第366回 | 推薦図書論2020春                                                 |                |
| 第367回 | 年齢当てゲーム論                                                 | 2020年04月20日 |
| 第368回 | 再放送直撃論                                                     | 2020年04月27日 |
| 第369回 | 最近気付いた論                                                   |                |
| 第370回 | 未来はこうなる論                                                 |                |
| 第371回 | 主役ビジネス論                                                   |                |
| 第372回 | そうだったのか！パソコン論                                       |                |
| 第373回 | 記憶の翼論                                                       |                |
| 第374回 | 10連休50万論～アフターコロナ編～                                 |                |
| 第375回 | 地図読めない論                                                   |                |
| 第367回 | おじさんアップデート論2020                                       |                |
| 第377回 | あるある通じない論                                               |                |
| 第378回 | この音がすごい論                                                 |                |
| 第379回 | 好きな兄弟論                                                     |                |
| 第380回 | 北の国から'20正論                                                |                |
| 第381回 | 名作観てない論                                                   |                |
| 第382回 | 透明人間論                                                       |                |
| 第383回 | パパがうちにいる論                                               |                |
| 第384回 | お盆論                                                           |                |
| 第385回 | 人が食べているのを見ると食べたくなるJAPAN                        |                |
| 第386回 | バチがあたる論                                                   |                |
| 第387回 | みゆき論                                                         |                |
| 第388回 | 頭いいお笑い論                                                   |                |
| 第389回 | カリフォルニアロール論                                           |                |
| 第390回 | 空腹の境目論                                                     |                |
| 第391回 | エンタメ配信論                                                   |                |
| 第392回 | 役に立たない論                                                   | 2020年10月12日 |
| 第393回 | 最近ビックリしたこと論                                           |                |
| 第394回 | 人生最後の三食論                                                 |                |
| 第395回 | モンブラン論                                                     |                |
| 第396回 | 信じているもの論                                                 |                |
| 第397回 | 今年の漢字論                                                     |                |
| 第398回 | 人気が好き論                                                     |                |
| 第399回 | 師走時事放談論                                                   |                |
| 第400回 | 今年あっという間論2020                                           |                |
| 第401回 | サービス論                                                       |                |
| 第402回 | M-1グランプリ居酒屋2020                                          |                |
| 第403回 | 年末年始どう過ごしたかったか論                                   | 2020年12月28日 |
| 2021年  | ▲^▼                                                              |                |
| 第404回 | 自慢話論                                                         |                |
| 第405回 | 25歳だった論                                                     |                |
| 第406回 | 無尽論                                                           |                |
| 第407回 | おじさんの誕生日論                                               |                |
| 第408回 | 教えてインスタ論                                                 | [ 46 ]         |
| 第409回 | 好きな東京論                                                     |                |
| 第410回 | 教えてClubhouse論                                                |                |
| 第411回 | 見方が変わった論                                                 |                |
| 第412回 | すばらしき世界 観てきた論                                        |                |
| 第413回 | キモい論                                                         |                |
| 第414回 | 花束みたいな恋をした論                                           |                |
| 第415回 | 出所JAPAN                                                        |                |
| 第416回 | あのこは貴族論                                                   |                |
| 第417回 | お笑い語り論                                                     |                |
| 第418回 | フィジカル・リアリティー論                                       |                |
| 第419回 | すべて演技論                                                     |                |
| 第420回 | なぜ酒を飲むか論                                                 |                |
| 第421回 | タレント横綱審議委員会                                           |                |
| 第422回 | いいとも司会論                                                   |                |
| 第423回 | 私の新語論                                                       |                |
| 第424回 | 最期の仕事論                                                     |                |
| 第425回 | シェアハウス論                                                   |                |
| 第426回 | 空き時間論                                                       |                |
| 第427回 | 背徳メシ論                                                       |                |
| 第428回 | 上半期感じた何か論                                               |                |
| 第429回 | このスポーツを話したい論                                         |                |
| 第430回 | スマッシュヒットショッピング論                                   | [ 47 ]         |
| 第431回 | アメリカン・ユートピア論                                         | [ 48 ]         |

### 書籍収録版
| 論               | 年     | 備考                                                                |
| ---------------- | ------ | ------------------------------------------------------------------- |
| とんねるず論     | 2010年 | 『東京ポッド許可局 文系芸人が行間を、裏を、未来を読む』付属CDに収録 |
| ハゲ論           | 2010年 | 『東京ポッド許可局 文系芸人が行間を、裏を、未来を読む』付属CDに収録 |
| 忘れ得ぬ人々2010 | 2010年 | 『東京ポッド許可局 文系芸人が行間を、裏を、未来を読む』付属CDに収録 |

## 書籍
- 『東京ポッド許可局 文系芸人が行間を、裏を、未来を読む』マキタスポーツ、プチ鹿島、サンキュータツオ、みち、イラスト／みずしな孝之（2010年9月24日 新書館）

## 配信コンテンツ
- 東京ポッド許可局アーカイブ（ラジオデイズによるポッドキャスト時代の150の論とイベントの模様を収録したもののダウンロード販売）

## グッズ
- 東京ポッド許可曲（CD 2012/9/15）